# Frantiček Klossner
 (mars 2024).
Si vous disposez d'ouvrages ou d'articles de référence ou si vous connaissez des sites web de qualité traitant du thème abordé ici, merci de compléter l'article en donnant les références utiles à sa vérifiabilité et en les liant à la section « Notes et références ».
Frantiček Klossner, né le 28 février 1960 à Grosshöchstetten, est un artiste multimédia suisse.

## Biographie
Frantiček Klossner étudie de 1985 à 1989 à l'École d'Art et de Design F+F à Zurich. Il passe l'année scolaire 1990-1991 à New York grâce à une bourse d'études de la ville de Berne. De 1992 à 1995, il poursuit ses études dans le cinéma, l'art vidéo et la conception des médias. De 1994 à 2000, il enseigne à F+F Schule für Kunst und Design à Zurich. De 1996 à 1998, il a été membre de l'Institut suisse de Rome. De 2001 à 2003, il donne des cours sur l'interactivité et l'interaction à la Haute école spécialisée. Depuis 2006, il donne des cours sur l’art performance et l'installation artistique à l'Institut d’enseignement interdisciplinaire de la Haute École spécialisée bernoise / École des Beaux-Arts de Berne.

## Œuvres
Les œuvres de Frantiček Klossner sont représentées dans de nombreuses collections publiques :
- Allemagne
  - Collection Reinking de Hambourg
  - Collection Video Art à la Bibliothèque nationale d'Allemagne, à Leipzig
  - Centre d'art et de technologie des médias de Karlsruhe
- Autriche
  - Video Art Archives Ursula Blickle / Galerie autrichienne du Belvédère, à Vienne
- Suisse
  - Musée des Beaux-Arts de Berne
  - Musée d'art de Soleure
  - Musée national suisse, Zurich
  - Collection d'œuvres d'art du canton de Berne
  - Collection d’art de la Confédération suisse
  - Centre Pasquart Bienne
  - Collection Carola und Günther Ketterer-Ertle, Kunsthaus Zürich

## Expositions

### Expositions individuelles
- 2018 : Galerie Da Mihi, Berne, Suisse
- 2015 : Kunstverein Ruhr, Essen, Rhénanie-du-Nord-Westphalie, Allemagne
- 2014 : Centre d'Art Contemporain de Wil, Saint-Gall, Suisse
- 2013 : Musée d’Art, Interlaken, Suisse
- 2012 : Edition Multiple, Berne, Suisse
- 2008 : Musée d'art de Soleure (avec Victorine Müller)[1]
- 2007 : Centro de Expresiones Contemporáneas (CEC), Rosario, l'Argentine
- 2006 : Galerie Mönch, Berlin, Allemagne
- 2005 : Centro de Arte Contemporáneo, Santiago de Cuba
- 2004 : Museo de Arte Moderno de Buenos Aires, MAMBA, l'Argentine
- 2003 : Galerie Donzé van Saanen, Lausanne, Suisse
- 2003 : Musée historique de Görlitz, Haut-Lusacien, Allemagne
- 2002 : Centro d’Arte Contemporanea Ticino, Bellinzona, Suisse
- 2001 : Centre d'Art Contemporain, Granges, Suisse

### Expositions collectives
- 2018 : Vivre dans l'art, Collection d'art de la Mobilière, Berne, Suisse
- 2018 : Mosaïque, Galerie Mayhaus, Erlach, Suisse
- 2018 : Fields of Disappearance II, Fondation Binz 39, Zürich, Suisse
- 2017 : In Visible Limits, Centre d'Art Contemporain, Rapperswil-Jona, Suisse
- 2017 : L'identité à l'ère numérique, Centre d'Art Contemporain, Zofingen, Argovie, Suisse
- 2016 : Lumière d’hiver, Fondation Von Rütte, Sutz, Bienne, Suisse
- 2016 : In Visible Limits, Centre d'Art Contemporain, Aschaffenburg, Bavière, Allemagne
- 2016 : Vis-À-Vis, Centre d'Art Contemporain au Bourbaki, Lucerne, Suisse
- 2016 : Danse Macabre, Musée de la communication, Berne, Suisse
- 2016 : In Visible Limits, Centre d'Art Contemporain, Constance, Bade-Wurtemberg, Allemagne
- 2015 : Hold the Line, Galerie Mönch Contemporary Art, Berlin, Allemagne
- 2015 : L'immagine di sè, Museo d'arte contemporanea Villa Croce, Genova, Italie
- 2015 : Fragile, Galerie C, Art Contemporain, Neuchâtel, Suisse
- 2014 : Des univers existentiels, Collection Reinking, Musée d'art moderne Weserburg, Brême, Allemagne
- 2014 : Unikat – Unicum, Livres d’artistes du Cabinet des estampes, Bibliothèque nationale suisse
- 2014 : Performative Video Art, Galerija G12HUB, Belgrade, Serbie
- 2014 : Des hommes et la forêt, Musée historique et des porcelaines, Château de Nyon, Suisse
- 2013 : Le sexe faible – Nouvelles images de l’homme dans l’art, Musée des Beaux-Arts de Berne, Suisse
- 2013 : The Way We Where, Galeri Zilberman, Istanbul, Turquie
- 2013 : Feu Sacré, Le bicentenaire de la Société Bernoise des Beaux-Arts, Musée des Beaux-Arts de Berne, Suisse
- 2012 : Le miroir de Narcisse, Taxispalais Innsbruck, Galerie du Tyrol, Autriche
- 2012 : The pictured self, Cercle Artistic de Sant Lluc, Barcelone, Espagne
- 2012 : Swiss Video Art, Espacio Trapézio, Madrid, Espagne
- 2011 : Le corps humain dans l'art contemporain, Kunsthalle Dominikanerkirche, Osnabrück, Allemagne
- 2010 : Afterpiece - Performance Art on Video, Galerie Claudia Groeflin, Zürich, Suisse
- 2007 : Sammlung Carola & Günther Ketterer-Ertle, Musée des Beaux-Arts de Appenzell, Suisse
- 2006 : Villa Jelmini, Exposition en mémoire de Harald Szeemann, Kunsthalle Bern, Suisse
- 2005 : Le buste depuis Auguste Rodin, Städtische Museen Heilbronn, Allemagne
- 2004 : Les choses sont ainsi, Hartware Medienkunstverien, Dortmund, Allemagne
- 2003 : M_ARS – La guerre et l’art, Galerie Neuve Graz Musée universel de Joanneum, Autriche
- 2002 : Changement d’air, Musée des Beaux-Arts de Soleure, Suisse
- 2001 : Innovation et tradition, Collection d'art de la Mobilière, Berne, Suisse
- 2000 : gr2000az, Expo Styrie, Graz, Autriche
- 2000 : Eiszeit, Musée des Beaux-Arts de Berne, Suisse
- 1999 : Prix d’art Böttcherstrasse, Kunsthalle Brême, Allemagne
- 1999 : Journées de Soleure, Festival du Film, Suisse
- 1999 : Biennale Internationale du film sur l’art, Centre Georges-Pompidou, Paris, France
- 1998 : Voi siete qui, Villa Maraini, Institut suisse de Rome, Italie
- 1997 : The Los Angeles Gay and Lesbian Film Festival, Californie, États-Unis
- 1997 : The 19th Tokyo Video Festival, Tokyo, Japon
- 1996 : Video Art in Europe, Statens Museum for Kunst, Copenhagen, Copenhague, Danemark
- 1994 : L’art vidéo – Scène suisse, Kunsthaus Langenthal, Suisse
- 1993 : Prix d’art Aeschlimann Corti, Centre PasquArt, Bienne, Suisse
- 1990 : Artistes Européens, Foire de Hanovre, Allemagne